# Бузыктобе
Бузыктобе — раннесредневековый (1—15 вв.) город. Остатки Бузыктобе обнаружены на берегу реки Бугунь, у северо-западной окраины аула Шилик в Туркестанской области. Возник как поселение земледельцев. В 6—8 вв. сформировался как город. В письменных источниках, описывающих события конца 14 — начала 15 века, встречается под названием Шилик. В трудах средневекового автора ал-Макдиси упоминался как крупный торговый центр. Прекратил существование в 1-й половине 15 века. Впервые обследован Туркестанской археологической экспедицией в 1951 (руководитель А.Н. Бернштам). В 1970 году провела раскопки Отырарская археологическая экспедиция (К.А. Акишев). Городище состоит из трех частей: цитадели (крепости), шахристана (резиденции правителя и знати) и рабада (района ремесленников). Центральные развалины имеют вид овального в плане бугра, протяженностью по основанию с востока на запад — 300 м, с юга на север — 190 м. Цитадель находилась в южной части. В топографии бугра цитадели прослеживаются два въезда: с юго-западной и с юго-восточной стороны. Въезды соединены сквозной улицей. По периметру шахристан окружен стеной. Заметны остатки стен и башен. Вокруг стены снаружи прослеживается ров шириной 10—12 м, глубина 1—1,5 м. Постройки рабада, судя по характеру бугров, составляли прямоугольные в плане жилые массивы, разделенные улицами и переулками. При раскопках найдены фрагменты глиняной посуды, предметов из стекла, монеты.